# Castrillo de la Valduerna
Castrillo de la Valduerna è un comune spagnolo di 225 abitanti situato nella comunità autonoma di Castiglia e León.